# 彭崑
彭崑（1443年—？），字良玉，福建建寧府崇安縣人，民籍，明朝政治人物。

## 生平
福建鄉試第八十名舉人，成化二十三年（1487年）中式丁未科會試第二百七十一名，二甲第三十一名進士。任連州知州。

## 家族
曾祖彭明之；祖父彭仲仁；父彭成福，母陳氏。慈侍下。